# Hábel György
Hábel György (Oroszka, 1922. június 23. – Budapest, 2016. május 4.) erdőmérnök, MÁV-főmérnök, közíró, a Rákóczi Szövetség alapító tagja.

## Élete
1922. június 23-án született a Oroszkán. Édesapja a helyi cukorgyár alkalmazottja volt.
1940–41-ben a Műegyetem soproni Bánya-, Kohó- és Erdőmérnöki Karának hallgatója volt, ahol Teleki Pál hírszerző tisztje volt. 1942 tavaszán tömegtüntetést szervezett a soproni Volksbund ellen tiltakozásul. A második világháború végén amerikai hadifogságba került és 1945-ben már hazatért.
Az 1956-os forradalom leverése után országos vasúti sztrájk megszervezésben vett részt az elfogott fiatal szabadságharcosok Szovjetunióba való hurcolása ellen.
Segítette Janics Kálmán A hontalanság évei című könyvének a megjelenését, amely a felvidéki magyarság 1945 utáni üldöztetéséről szól. Ellenezte a Bős–nagymarosi vízlépcső megépítését. A Rákóczi Szövetség alapító tagja volt. A Magyarok Világszövetségének munkájában is aktívan részt vett haláláig.
2016. május 4-én hunyt el a budapesti Szent János Kórházban.

## Díjai, kitüntetései
- Jáky-díj
- A Magyar Nemzetért Ezüstérem (2008)
- A Magyar Köztársasági Érdemrend lovagkeresztje (2011)